# Hamlet Barrientos
Hamlet Israel Barrientos Ferrufino (La Paz, Bolivia, 8 de enero de 1978) es un exfutbolista y actual entrenador boliviano. Actualmente es entrenador de porteros de la Selección boliviana. Se desempeñaba como arquero.

## Clubes

### Como jugador
| Club                   | País    | Año         |
| ---------------------- | ------- | ----------- |
| San José               | Bolivia | 1998 - 1999 |
| Mariscal Braun         | Bolivia | 2000        |
| The Strongest          | Bolivia | 2000 - 2003 |
| Iberoamericana         | Bolivia | 2003 - 2004 |
| San José               | Bolivia | 2004 - 2006 |
| Real Potosí            | Bolivia | 2006 - 2009 |
| Jorge Wilstermann      | Bolivia | 2009 - 2010 |
| Oruro Royal Club       | Bolivia | 2011        |
| Universitario de Sucre | Bolivia | 2011 - 2013 |
| Ramiro Castillo        | Bolivia | 2013        |